# Ilybius minakawai
Ilybius minakawai är en skalbaggsart som beskrevs av Nilsson och Ignacio Ribera 2007. Ilybius minakawai ingår i släktet Ilybius och familjen dykare. Inga underarter finns listade i Catalogue of Life.